# Oxyptilus aguessei
Oxyptilus aguessei är en fjärilsart som beskrevs av Jacques-Marie-Frangile Bigot 1964. Oxyptilus aguessei ingår i släktet Oxyptilus och familjen fjädermott. Inga underarter finns listade i Catalogue of Life.